# Obsidian Entertainment
Obsidian Entertainment, Inc. este un dezvoltator american de jocuri video cu sediul în Irvine, California și parte a Xbox Game Studios. A fost fondat în iunie 2003, cu puțin timp înainte de închiderea Black Isle Studios, de foștii angajați ai Black Isle Feargus Urquhart, Chris Avellone, Chris Parker, Darren Monahan și Chris Jones.

## Jocuri dezvoltate
| An   | Titlu                                                    | Editor                |
| ---- | -------------------------------------------------------- | --------------------- |
| 2004 | Star Wars Knights of the Old Republic II: The Sith Lords | Lucas Arts            |
| 2006 | Neverwinter Nights 2                                     | Atari                 |
| 2010 | Alpha Protocol                                           | Sega                  |
| 2010 | Fallout: New Vegas                                       | Bethesda Softworks    |
| 2011 | Dungeon Siege III                                        | Square Enix           |
| 2014 | South Park: The Stick of Truth                           | Ubisoft               |
| 2015 | Pillars of Eternity                                      | Paradox Interactive   |
| 2015 | Skyforge                                                 | My.com                |
| 2016 | Pathfinder Adventures                                    | Asmodee North America |
| 2016 | Tyranny                                                  | Paradox Interactive   |
| 2017 | Armored Warfare                                          | My.com                |
| 2018 | Pillars of Eternity II: Deadfire                         | Versus Evil           |
| 2019 | The Outer Worlds                                         | Private Division      |
| 2022 | Grounded                                                 | Xbox Game Studios     |
| 2022 | Pentiment                                                | Xbox Game Studios     |
| TBA  | Avowed                                                   | Xbox Game Studios     |
| TBA  | The Outer Worlds 2                                       | Xbox Game Studios     |

### Jocuri anulate
| An   | Titlu            |
| ---- | ---------------- |
| 2006 | Dwarfs           |
| 2009 | Aliens: Crucible |
| 2012 | Stormlands       |